# Fanfulla della domenica
Il Fanfulla della domenica fu un settimanale politico e letterario pubblicato a Roma dal 1879 al 1919, con qualche irregolarità nelle uscite. Detiene un primato: fu la prima pubblicazione periodica italiana a diffusione nazionale. Fu anche il principale settimanale culturale dell'Italia post-unitaria.

## Storia
Concepito come supplemento domenicale del quotidiano Il Fanfulla, fu fondato da Ferdinando Martini.
Il formato era 34 x 47,5 cm, ed ogni fascicolo contava 4 pagine, che era lo standard per l'epoca. Editore era l'ungherese Ernesto Emanuele Oblieght.
Il primo numero uscì il 27 luglio 1879. Martini fu il direttore fino al dicembre 1880, mentre Bonaventura Severini fu il gerente responsabile. Nei primi sei mesi raggiunse una tiratura di 23 000 copie, 6.000 delle quali in abbonamento.
Gli successero Luigi Capuana (1882-83), Baldassarre Avanzini, Enrico Nencioni ed Eugenio Checchi. Il Fanfulla della domenica riscontrò un rapido successo, svecchiando il modo di fare informazione culturale dell'epoca.
Vi collaborarono i principali esponenti del verismo, negli ultimi anni si aprì anche alla letteratura decadentista, attraverso gli scritti di Gabriele D'Annunzio, che cominciò a collaborare diciannovenne nel 1882, quando si era appena trasferito nella capitale. D'Annunzio pubblicò i suoi primi scritti proprio sul Fanfulla.
Tra le firme del giornale: Ferdinando Petruccelli della Gattina, Giosuè Carducci (fino al 1881), Matilde Serao, Emma Perodi, Grazia Deledda, Ida Baccini, Eugenia Codronchi Argeli, Ruggiero Bonghi, Giovanni Verga (sulla rivista apparvero alcune sue novelle inedite), Federico De Roberto (fino al 1890), Renato Fondi.
Durante la prima guerra mondiale il giornale assunse periodicità quindicinale (dal 6 maggio 1917), mentre dal 24 febbraio 1918 ridusse a due il numero delle pagine.
Il Fanfulla della domenica chiuse i battenti con il numero del 31 ottobre 1919.

## Direttori
- Ferdinando Martini, (1879-1880)
- Bonaventura Severini,
- Luigi Capuana, (1882-83)
- Baldassarre Avanzini, (1883-1891)
- Enrico Nencioni,
- Eugenio Checchi,
- Annibale Gabrielli, (dal 1903)
- Carlo Segrè,